# 付喪神絵巻
『付喪神絵巻』（つくもがみえまき）は、日本に伝わる絵巻物。付喪神記、付喪神、付喪神絵、付喪神絵詞（つくもがみえことば）、付喪神縁起絵巻、非情成仏絵巻（ひじょうじょうぶつ えまき）などの題でも呼ばれている。崇福寺（岐阜県岐阜市）などに所蔵されており、いくつかの伝本が確認されている。多くは上下2巻の構成となっている。
内容は、康保のころ（964年-968年）年末の煤払（すすはらい）の日に捨てられた古い道具たちがつくもがみ（付喪神）となって人間を襲い享楽を尽くすが、護法童子や尊勝陀羅尼（そんしょうだらに）、如法尊勝大法といった密教の法力によって調伏されてしまい、悪行への反省から出家して真言宗をまなび、深山で修行したのちに成仏するという物語作品である。

## 成立
室町時代に成立した物語であると考えられており、現存作品のうち最古とみられる崇福寺に所蔵されている絵巻物は、16世紀のものである。崇福寺本は内題に『非情成仏絵』とあるが、物語冒頭にある「付喪神」についての文から『付喪神絵巻』と一般に呼ばれる。
三条西実隆の日記『実隆公記』の文明17年（1485年）9月10日の記事に「於御学問所付喪（裳）神絵上下拝見」とあることから、それ以前（15世紀）にも存在していたと考えられているが、現在確認されている絵巻物と同一内容であるかははっきりしていない。寛文6年（1666年）に頼業という人物が写しとったという奥書きのある原本の「摸本」も複数確認されている（国立国会図書館、京都大学附属図書館所蔵本など）。これらは図の構成や描写などが崇福寺のものとは異なっており成立過程は異なると見られている。

## 付喪神
日本において、古い道具が変化したものを広義につくもがみ（付喪神）と呼ぶのは、この絵巻物の冒頭にある「陰陽雑記云、器物百年を経て、化して精霊を得てより、人の心を誑す、これを付喪神と号すといへり」という詞書きによるものである。しかし『陰陽雑記』という書籍は確認されておらずその正確な出典および字義は不明である。
付喪神という表記が出て来るのはその冒頭のみで、詞書き中では「妖物」「妖物ども」「化生のもの」「器物の妖変」などの呼称のみが使われている。また、それらの姿は「男女老少の姿」（人間のかたち）「魑魅悪鬼の相」（鬼のかたち）「狐狼野干の形」（動物のかたち）などをとっていると表現されている。

## 非情成仏
道具たち（非情物）は深山での修行の結果、因徳本生王如来・長寿大仙王如来・妙色自在王如来・法界体性王如来という名で成仏する。
この物語の主眼は真言宗の説く「草木非情 発心修行 成仏」（命あるものが発心修行して成仏できるのであれば、どうして山河草木瓦石瓶盆など命のない物にそれができないといえるだろうか）という教えを示しており、下巻の内容は特に仏法的なものでほぼ占められている。本文中に「吾宗」（われわれの宗派という意味）という言葉が登場しており、国文学者・平出鏗二郎 などは真言宗の僧侶によって文章が編まれたのではないかとしている。